# 이로쿼이 제족

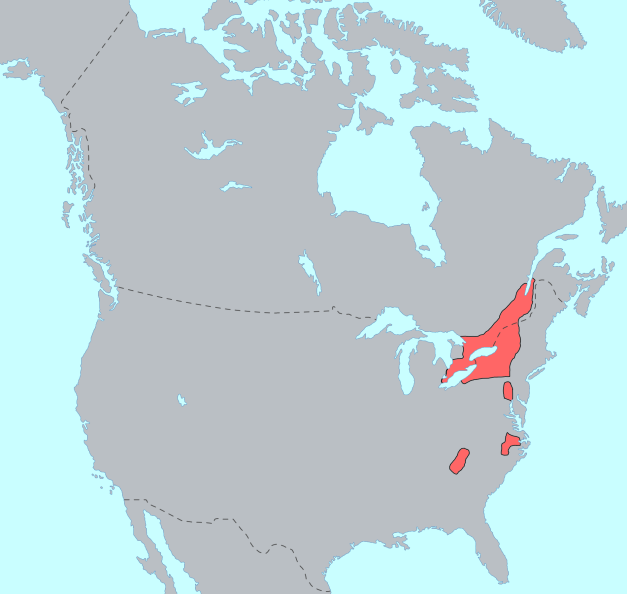
백인 도래 이전의 이로쿼이어족의 분포.

이로쿼이 제족(Iroquoian peoples)은 이로쿼이어족 언어를 사용한 북미대륙 동북부 원주민들이다. 세인트로렌스강 유역 일대에서 오대호 동안 일대에 살았다.  이로쿼이 제족이란 언어로 규정된 것이기 때문에, 이로쿼이 제족의 모든 민족이 이로쿼이 연맹에 속한 것은 아니다. 오히려 연맹에 속하지 않은 이로쿼이 제족들은 공격적으로 팽창하는 이로쿼이 연맹에게 침공받아 연맹과 적대관계였다.
이로쿼이 제족에 속하는 민족으로는 이로쿼이 연맹을 구성한 여섯 부족(모호크족, 세네카족, 카유가족, 오네이다족, 투스카로라족, 오논다가족)과 와이언도트족, 페툰족, 아타완다론 연맹, 이리족, 웬로흐로논족, 서스퀘하녹족, 세인트로렌스 이로쿼이 등이 있다. 미국 서남부의 체로키족도 이로쿼이 제족인데 남하하였다.
고고학적 증거를 보건대 이로쿼이 제족은 늦어도 기원후 6세기에는 오늘날의 뉴욕주에 거주했으며, 어쩌면 그 연대는 기원전 4000년경까지 거슬러올라갈 수도 있다. 이로쿼이족 특유의 문화는 기원후 11세기경부터 발달하였다.